# Cordioniscus leleupi
Cordioniscus leleupi är en kräftdjursart som beskrevs av Albert Vandel 1968. Cordioniscus leleupi ingår i släktet Cordioniscus och familjen Styloniscidae. Inga underarter finns listade i Catalogue of Life.